# Конвой №6252
Конвой № 6252 — японський конвой часів Другої світової війни, проведення якого відбувалось у серпні 1943-го.
Вихідним пунктом конвою був атол Кваджелейн, на якому була головна японська база на Маршаллових островах. Пунктом призначення став атол Трук у центральній частині Каролінських островів, де ще до війни створили головну базу японського ВМФ у Океанії, звідки до лютого 1944-го провадились операції в цілому ряді архіпелагів.
До складу конвою увійшли переобладнаний канонерський човен «Дайдо-Мару», переобладнаний сітьовий загороджувач «Кацура-Мару» (Katsura Maru), транспорт «Кеншин-Мару» (Kenshin Maru) та переобладнаний мисливець за підводними човнами «Шонан-Мару № 7».
25 серпня 1943-го загін полишив Кваджелейн і попрямував на захід. Хоча поблизу вихідного та, особливо, кінцевого пунктів маршруту традиційно діяли американські підводні човни, проходження конвою № 6252 минуло без інцидентів і 31 серпня він прибув на Трук.